# Silvestre (filme)
Silvestre é um filme português de 1981, do género drama fantástico, realizado por João César Monteiro e escrito com Maria Velho da Costa. A narrativa da longa-metragem é construída adaptando dois Contos Tradicionais Portugueses: A Donzela Que Vai à Guerra, de origem judaica peninsular; e A Mão do Finado, transmitido pela tradição oral e que faz parte do ciclo do Barba Azul. Silvestre marca a estreia em cinema da atriz Maria de Medeiros, que interpreta a protagonista, Sílvia, uma donzela prometida em casamento a um rico proprietário de hábitos grosseiros.
O filme estreou a 9 de setembro de 1981 no Festival Internacional de Cinema de Veneza, onde competiu pelo Leão de Ouro. Comercialmente, Silvestre foi lançado nos cinema portugueses a a 6 de maio de 1982.

## Enredo
A ação passa-se no século XV. D. Rodrigo, um senhor interessado em largar os seus domínios, é pais de duas jovens, uma filha legítima e outra bastarda, Sílvia e Susana. Sentindo-se velho e sem herdeiro varão, D. Rodrigo decide casar Sílvia com um jovem vizinho, nobre rico, D. Paio, com o propósito de assegurar o alargamento dos seus domínios. Numa visita rápida, o noivo revela os seus hábitos grosseiros. D. Rodrigo parte para a corte, a fim de convidar o Rei a assistir à boda. À despedida, recomenda às filhas que não abram a ninguém as portas do solar.
Um dia, durante a ausência do pai, aparece um peregrino a Santiago que pede guarida e Sílvia. A jovem apieda-se e, desobedecendo às ordens do pai, abre-lhe a porta. À lareira, o peregrino oferece uma laranja a cada uma das irmãs. Susana come imediatamente a sua, mas Sílvia finge apenas comê-la. O peregrino introduz-se no quarto das duas irmãs e, à vista de Sílvia, que aterrada finge dormir, viola Susana, adormecida por virtude dos efeitos da laranja.
Na sala, uma mão colocada sobre a mesa, irradia luz. No umbral, recortado pela chuva, o peregrino sopra num corno. Sílvia corre a fechar-lhe porta. O peregrino grita para que lhe devolva a mão. Julgando tratar-se de mão do diabo, Sílvia recusa, mas o homem promete que se Sílvia lhe devolver a mão ficará a saber tudo. A rapariga diz-lhe então para passar a mão por um postigo, que lhe devolverá a mão incandescente. O homem assim faz e Sílvia decepa-a com uma espada.
Quando o pai regressa, as filhas escondem-lhe o sucedido. Realiza-se a boda com D. Paio mas, durante o banquete, surge um cavaleiro que quer a mão de Sílvia. O pai, estupefacto, acaba por ceder, com a condição de o cavaleiro matar um feroz dragão que nenhum humano poderá vencer. Morto o dragão, Sílvia, acompanhada pela irmã, é levada para o castelo do cavaleiro, onde este acaba por lhe revelar a sua verdadeira identidade, mostrando-lhe a mão decepada, e lhe dá conta do seu desejo de vingança e intenção de a matar.
Sílvia põe a irmã ao corrente de tudo e Susana consegue ajudá-la a fugir do castelo. O cavaleiro inicia a perseguição à fugitiva, mas Sílvia consegue alcançar a casa paterna. Aí, Matias, o feitor, informa-a que o pai foi raptado, durante uma caçada, por um grupo de malfeitores, mas antes urge preparar uma expedição para salvar Susana. Quando tudo se apronta para a partida, esta aparece.
Sílvia decide partir para a guerra em auxílio do pai. Susana tenta dissuadi-la. Sílvia veste-se de soldado e disfarça todos os traços da feminilidade, passando a chamar-se Silvestre. Silvestre é alistado às ordens do alferes que persegue os raptores do pai e, apesar da sua extrema juventude, comporta-se bravamente nas batalhas. Quando é ferido, o alferes descobre a verdadeira identidade de Silvestre e apaixona-se pela rapariga.
Sílvia é levada à corte do Rei. Aparece um fidalgo que diz saber do paradeiro de D. Rodrigo e promete trazê-lo são e salvo se Sílvia se casar com ele. A jovem aceita. Durante o banquete nupcial, Susana descobre que o noivo é um novo disfarce do peregrino e do cavaleiro e desmascara-o, trazendo a mão do finado que havia guardado numa salgadeira. O vilão tenta matá-la, mas acaba por ser morto pelo alferes.

## Ficha artística
- Maria de Medeiros, como Sílvia / Silvestre.[1]
- Teresa Madruga, como Susana.[6]
- Luís Miguel Cintra, como Peregrino / Cavaleiro / D. Raimundo.[7]
- Jorge Silva Melo, como D. Paio / Bobo.
- João Guedes, como D. Rodrigo.
- Ruy Furtado, como Matias.
- Raquel Maria, como Marta.
- Cucha Carvalheiro, como Elza.
- Rogério Vieira, como Almocreve.
- Afonso Vasconcelos, como Corcunda.
- Xosé Maria Straviz, como Alferes.
- Helena Afonso, como Jograleza.

### Elenco adicional
- Ana Vaz da Silva
- João Perry, como Narrador.
- João César Monteiro, como Rei de Portugal.

## Equipa técnica
Realização
- Realizador: João César Monteiro[8]
- Assistentes de realização: Helena Domingos, Margarida Gil, Teresa Schmidt

Imagem
- Fotografia: Acácio de Almeida[9]
- Iluminação: José Carlos Silva

Som
- Diretor de som: Vasco Pimentel
- Locução: Manuela de Freitas, José Mário Branco, Hermínio Rebelo
- Música: Extratos de P. Magnus, C. Monteverdi, F. Schubert, A. Mudarra, W.A. Mozart, E. Varese
- Música popular portuguesa da Idade Média pelo Grupo Etnográfico de Tuizelo e pelos Segréis de Lisboa
- Sonoplastia e misturas de som: Jean-Paul Loublier

Montagem
- Montadores: João César Monteiro
- Assistentes de montagem: Teresa Caldas e Manuela Viegas

Direção de arte
- Decoração: Ana Jotta[10]
- Guarda-roupa: Beatriz Alçada, Maria José Branco, Maria Gonzaga
- Caracterização: Maria Teresa Rosado

Laboratórios
- Imagem: Tóbis Portuguesa
- Som: Nacional Filmes

## Produção
Silvestre é um filme português da V.O. Filmes, com produção de Paulo Branco que contou com um apoio financeiro correspondente a cerca de 62.489,40 €. O argumento da autoria de João César Monteiro (escrito com a dialoguista Maria Velho da Costa), combina dois contos tradicionais portugueses: A Donzela Que Vai à Guerra, uma fábula portuguesa do século XV de origem judaica peninsular, e a lenda da Mão do Finado, de tradição oral e que faz parte do ciclo do Barba Azul.

### Rodagem

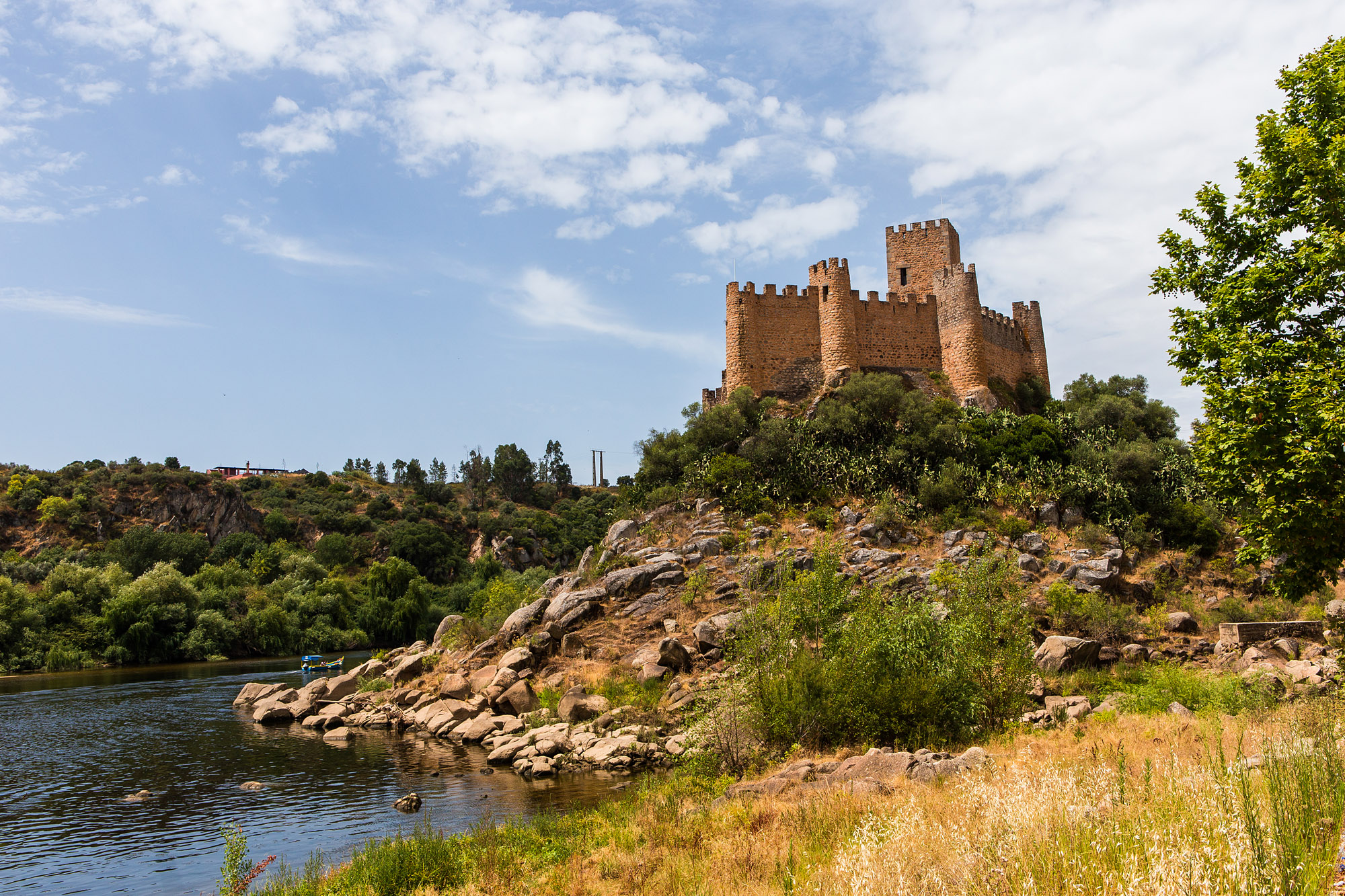
Algumas gravações de exteriores decorreram no Castelo de Almourol.

A rodagem prolongou-se entre 1980 e 1981. Aos 15 anos, Maria de Medeiros estreia-se na representação, interpretando a protagonista.
A primeira fase de gravações foi considerada um falhanço por o realizador pretender encontrar um Portugal medieval que não existia: "Inicialmente, eu quis filmar em Trás-os-Montes. Portanto, nunca foi preocupação minha fazer uma reconstituição da Idade Média — porque, em princípio, a ação do filme passava-se numa Idade Média mais fabulosa do que realista — mas, mesmo assim, não encontrei nada medieval neste país. (...) Há tão pouco que, se calhar, tudo junto não dá para um décor". O filme acaba por ser rodado, maioritariamente, em estúdio, ainda que algumas gravações de exteriores tenham decorrido em Rio Frio (Bragança) e no Castelo de Almourol. A troca de um cenário natural por um cenário pintado já havia sido feita por Monteiro três anos antes de Silvestre, na curta-metragem O Amor das Três Romãs.

## Temas e estética
O filme retrata a narrativa medieval tradicional como uma parábola onírica e bizarra sobre as estruturas patriarcais e a sua vida após a morte. O cineasta promove o retorno a um passado histórico e mítico e às raízes do país para retratar a alma portuguesa do seu tempo. De facto, o trabalho de João César Monteiro durante a década de 1970, parece enquadrar-se numa investigação sobre as raízes do que significa "ser português". Tenta compreender as sombras do inconsciente nacional e sugerir as maneiras pelas quais os legados imperialista e patriarcal do país continuam a moldar seus cidadãos. Na longa-metragem Veredas (1977), bem como nas três curtas-metragens que se interpuseram (Os Dois Soldados, O Amor das Três Romãs e A Mãe), e terminando o ciclo em Silvestre, Monteiro promove um retorno a um passado tão histórico quanto mítico, partindo de contos tradicionais, muitas vezes transmitidos oralmente, mas também de autores clássicos, como Ésquilo, demarcando a sua faceta de mesclar o popular ao erudito. Este conjunto de obras é muitas vezes apelidado de "Série etnográfica" ou "Série dos contos tradicionais". A exploração do tema, o conto fantástico tradicional, que se torna recorrente em cineastas como Monteiro e Noémia Delgado, implica ser Silvestre, na ficção, depois de Veredas, uma segunda incursão em territórios por excelência da antropologia visual. Obra de ficção, alinha no movimento de quem tenta, por via do documentário, descobrir realidades próximas, fazer idênticos retratos (Ver: Novo Cinema).
Especificamente no argumento de Silvestre, César Monteiro apresenta um compêndio de temas caros ao imaginário medieval: a submissão aos códigos sociais, seja nas relações familiares, políticas ou amorosas, passando por um retrato sobre a posição da mulher. A figura mais forte da trama é Sílvia / Silvestre, personagem depositária das características arquétipas de mulheres guerreiras, como Joana d’Arc.
Nesta obra, Monteiro revela-se também interessado no artificial e bressoniano. Em Silvestre trabalha com imagens lentas, aliando uma cenografia artificial da autoria de Ana Jotta a um conjunto de interpretações antinaturalistas e diálogos estilizados. Os cenários por excelência são o mítico Trás-os-Montes e outras paisagens com idêntico perfil humano.

## Distribuição

### Lançamento
Silvestre foi selecionado para edição de 1981 do Festival Internacional de Cinema de Veneza, onde integrou a seleção oficial do festival a 6 de setembro. Em Portugal, a distribuição comercial ficou a cargo da Filmes Lusomundo, que estreou o filme decorreu a 6 de maio de 1982, no Cinebloco, na Avenida Cinco de Outubro, em Lisboa. A Madragoa Filmes viria a lançar a longa-metragem em DVD, em 2003, numa edição incluindo entrevistas a Acácio de Almeida, Paulo Branco, Maria Velho da Costa, Maria de Medeiros e Vasco Pimentel.

### Festivais e projeções especiais
O filme foi selecionado para festivais e monstras de cinema de entre os quais se destacam os seguintes:
- Seleção oficial do Festival Internacional de Cinema de Veneza (Itália, 6 de setembro de 1981).[16]
- 10º Festival Internacional de Cinema da Figueira da Foz (Portugal, 11 de setembro de 1981).[19]
- Festival Internacional de Cinema de Roterdão (Holanda, 1982).[6]
- Festival de Antuérpia (Bruxelas, 1982).
- Ciclo de filmes sobre Trás-os-Montes, organizado por Ricardo Costa na Cinemateca Francesa (França, outubro de 2002).[20]
- Febio Film Festival (República Checa, 29 de janeiro de 2004).

## Receção

### Audiência
O obras não viria a conseguir um resultado de bilheteria significativo no mercado interno português, onde somou 9.950 espetadores.

### Crítica
Silvestre, que para os detratores é considerado obra manca, é equilibrada para os indefetíveis. Por estes secundado, Monteiro ganha a parada. O filme é premiado em festivais internacionais e o realizador é descoberto internacionalmente. Críticos da revista francesa Cahiers du Cinéma, que entretanto comentam Oliveira, começam a falar de um irreverente notável que se revelava (Silvestre). A Film Comment descreve o filme enquanto "uma obra-prima de falsa ingenuidade, Silvestre transborda de eventos milagrosos e de admiração com a miséria e a violência do mundo."
Contemporaneamente, a crítica lusófona apresenta uma caracterização semelhante à anterior. Vera de Oliveira e Silva, do Coletivo Atalante, destaca a "obra prima que Silvestre é: mostração da jornada que vai da (des)obediência à condição de espírito livre". Gilberto Silva Jr. (Contracampo), mais comedido nos elogios, destaca que "todo este trabalho com uma temática arquetípica, no entanto, acaba distanciando um pouco Silvestre da linha mestra de Monteiro em retratar a alma portuguesa. A temática é por demais geral, faltando muitas vezes referências mais específicas à cultura portuguesa, como o diretor houvera feito anos antes na obra-prima Veredas, o que contribui para que, na visão conjunta da obra de Monteiro, Silvestre se posicione num patamar mais baixo que seu antecessor."

### Premiações
| Ano  | Premiação                                           | Categoria                                                                      | Trabalho                | Resultado       | Ref.   |
| ---- | --------------------------------------------------- | ------------------------------------------------------------------------------ | ----------------------- | --------------- | ------ |
| 1981 | Festival Internacional de Cinema de Veneza          | Leão de Ouro                                                                   | Silvestre, Paulo Branco | Indicado        | [ 16 ] |
| 1981 | Festival Internacional de Cinema da Figueira da Foz | Prémio CIDALC (Centre pour la diffusion des arts et des lettres par le cinéma) | Silvestre, Paulo Branco | Menção especial | [ 19 ] |
| 1982 | Festival de Antuérpia                               | Prémio do Público                                                              | Silvestre, Paulo Branco | 2º Prémio       | [ 23 ] |
| 1983 | Se7es de Ouro                                       | Melhor atriz                                                                   | Maria de Medeiros       | Venceu          | [ 3 ]  |
| 1983 | Se7es de Ouro                                       | Melhor ator                                                                    | Luís Miguel Cintra      | Venceu          | [ 3 ]  |